# Kholodni Kliutx (Krasnodar)
|  | Per a altres significats, vegeu «Kholodni Kliutx». |

Kholodni Kliutx (en rus: Холодный Ключ) és un poble del krai de Krasnoiarsk, a Rússia, que en el cens del 2010 tenia 81 habitants. Pertany al districte de Balakhtà.